# NGC 1931
NGC 1931 is een open sterrenhoop in het sterrenbeeld Voerman. Het hemelobject werd op 4 februari 1793 ontdekt door de Duits-Britse astronoom William Herschel.

## Synoniemen
- OCL 441
- LBN 810